# NGC 3534A
NGC 3534A is een spiraalvormig sterrenstelsel in het sterrenbeeld Leeuw. Het hemelobject werd op 18 maart 1869 ontdekt door de Duits-Baltische astronoom Otto Wilhelm von Struve. Het ligt in de buurt van NGC 3534B.

## Synoniemen
- UGC 6190
- MCG 5-26-62
- ZWG 155.72
- IRAS11062+2652
- PGC 33786